# 문병철
문병철(Moon Byeong-cheol, 1989년 6월 10일)은 대한민국의 e스포츠팀 히어로즈 오브 더 스톰, 오버워치 감독이다. 現 크레이지 라쿤의 감독이다.

## 경력
- 前 히어로즈 오브 더 스톰 마이티 프로게임단  구단주•감독
- 前 오버워치 마이티 프로게임단 Mighty AOD, STORM  감독
- 前 오버워치 프로게임단 Ardeont 감독
- 前 오버워치 프로게임단  LW RED 감독
- 前 오버워치 프로게임단  WGS Laurels Nine 감독
- 前 오버워치 LA 발리언트 (Los Angeles Valiant) HEAD COACH
- 前 오버워치 Team CC HEAD COACH
- 前  오버워치 상하이 드래곤즈 HEAD COACH
- 오버워치 크레이지 라쿤 HEAD COACH

## 주요 기록
- 2015년 9월 GIGABYTE 배틀(HTB) 시즌4  1위 우승
- 2015 GIGABYTE 히어로즈 오브 더 스톰 커뮤니티 오픈 토너먼트 시즌2 4위
- 2016 히어로즈 오브 더 스톰 슈퍼리그 2016 시즌1 8강
- 2016 기가바이트배 히어로즈 오브 더 스톰 파워리그 시즌1 8강
- 2016 HOT6 히어로즈 오브 더 스톰 슈퍼리그 2016 시즌 2 4위
- 2016 성남 오버워치 스페셜 매치 Mighty STORM 우승
- 2017 Heroes of the Storm Global Championship Korea Phase1 3위
- 2017 Heroes of the Storm Global Championship Korea Phase2 4위

- 2017 제2회 오버워치 고급대회 Mighty AOD 우승

- 2016 로지텍 오버워치 토너먼트 챔피언십 Mighty AOD 3위
- 2016 오버워치 넥서스컵 한중 토너먼트 Mighty AOD 5위
- 2016 탑버워치 Mighty AOD 4강 (VS LW RED 1:2)
- 2016 엔비디아 인증 PC방 오버워치 토너먼트 대회 Mighty AOD 우승
- 2016 다나와 오버워치 배틀 최종전 승리 (VS OPPA.DANAWA 3:1)
- 2016 HOT6 오버워치 APEX Challengers 시즌 2 Mighty STORM 3위
- 2017 오버워치 넥서스컵 한중 토너먼트 Mighty AOD 4위
- 2017 오버워치 APEX Challengers 시즌 2 Mighty AOD 3위
- 2017 오버워치 HOT6 APEX 시즌 3 16강 Mighty AOD (조 4위)
- 2018 오버워치 리그 출범 시즌 스테이지4 타이틀매치 LA 발리언트 우승
- 2018 오버워치 리그 출범 시즌 정규시즌 LA 발리언트 전체 2위
- 2018 오버워치 리그 올스타전 태평양 디비전 대표 감독 선정
- 2019 오버워치 컨텐더스 시즌2 (중국) Team CC 준우승
- 2020 오버워치 리그 아시아 토너먼트 상하이 드래곤즈 우승
- 2020 오버워치 리그 아시아 썸머 쇼다운 상하이 드래곤즈 준우승
- 2020 오버워치 리그 아시아 카운트다운 컵 상하이 드래곤즈 우승
- 2020 오버워치 리그 상하이 드래곤즈 정규 시즌 1위
- 2020 오버워치 리그 올해의 감독상 수상
- 2021 NEXT CUP 상하이 드래곤즈 우승
- 2021 오버워치 리그 상하이 드래곤즈 메이밀리 토너먼트 준우승
- 2021 오버워치 리그 상하이 드래곤즈 준저스트 토너먼트 우승
- 2021 오버워치 리그 상하이 드래곤즈 썸머 쇼다운 토너먼트 우승
- 2021 오버워치 리그 상하이 드래곤즈 정규 시즌 1위
- 2021 오버워치 리그 상하이 드래곤즈 그랜드 파이널 우승
- 2021 Esports Awards 올해의 감독상 수상
- 2022 오버워치 리그 상하이 드래곤즈 서머 쇼다운 토너먼트 우승
- 2024 오버워치 챔피언스 시리즈 코리아 스테이지 1 준우승
- 2024 오버워치 챔피언스 시리즈 아시아 스테이지 1 우승
- 2024 오버워치 챔피언스 시리즈 메이저 우승
- Esports World Cup 2024/오버워치 2 우승

## 활동사항
대한민국의 e스포츠 팀 히어로즈 오브 더 스톰, 오버워치 마이티 프로게임단을 길지영 대표와 함께 운영했었다.
오버워치 리그로 LW Blue가 팔리는 와중에 방치된 LW Red를 임시로 맡기도 했으며, LW Red의 시드권을 이어받은 WGS의 감독을 맡는다고 발표되기도 했으나, LA 발리언트로 간 이유인지 다른 사람이 감독으로 바뀌었다.

오버워치 리그 출범 시즌 스테이지2 LA 발리언트에 감독으로 영입되었다.
감독으로 부임한 이후 대수술을 단행하면서 체계를 정비한 감독으로 평가되었는데, 예를 들어, 메르시/젠야타 역할구분조차 뚜렷하지 않았던 힐러진을 언코↔커스타 트레이드 후 커스타(메르시)-카리브(젠야타)로 고정시켰으며, 딜러진도 트레이드와 방출 끝에 순(히트스캔)-버니(트레이서)-어질리티(투사체)로 정착되는 등 선수진을 정리하였다. 스테이지2에서 5승 5패라는 아쉬운 성적표를 받았다가 정규 시즌 끝에는 9승 1패, 타이틀매치 우승이라는 결과로 끝났고, 포스트시즌은 4강으로 만족해야 했으나 첫 상대가 런던이라 문병철 감독에 대한 평가는 좋을 수밖에 없었다. LA 발리언트는 리그 출범 정규 시즌1을 전체 2위로 마무리 하였다.

2018 오버워치 리그 올스타전 태평양 디비전 대표 감독으로 문병철 감독이 선정되었다.
그러나 오버워치 리그 2019 시즌 스테이지1에서 선수 기용이 실패로 돌아가면서 전패했고, 이 와중에 '커스타는 33조합에 대한 이해도가 너무 뛰어나 출전시킬 수 없었다'고 말해서 커스타 팬거의 레딧의 반감을 샀다. (이미지 때문에 돌려말함) 결국 2019년 3월 12일(한국시간) 오버워치리그 2019 스테이지 1 전패의 책임을 지고 경질 되었다.
이후 Team CC의 감독으로 부임해서 꾸준한 성장으로 준 우승을 했다.
현재 트위터에 의미심장한 글을 남겼다. 그리고 얼마 안있어 상하이 드래곤즈의 감독으로 콜업되면서 총 지휘봉을 잡게 되었다.
프론트 측으로부터 전권을 위임받은 문병철 감독을 중심으로 상하이는 새로 태어났다. 힐딜탱 모두 수준 높은 팀이 됐고, 그 결과 태평양 최강 팀으로 등극하였다. 이로써 커뮤니티에서는 지원받은 문병철이라는 밈이 생겼다.
문병철 감독의 선수 보는눈과 영입력으로 리빌딩이 잘된 상하이 드래곤즈는 2020년 정규시즌 1위로 유지중이고, 5월 오버워치 아시아 토너먼트 우승과 오버워치 리그 카운트다운컵 우승과 동시에 정규시즌 1위 확정으로 장식하면서 리그 최상위권 팀으로서의 활약을 가감없이 보여주었으며 롤스타에 상하이드래곤즈 선수가 5명이 선정되고, 시즌 MVP도 플레타 선수가 선정되었고, 문병철 감독 또한 그 공로를 인정받아 2020 오버워치 리그 올해의 감독상을 수상하였다.
2021 시즌 초중반에는 흔들리는 모습을 상하이가 보여주면서 다소 평가가 떨어졌으나, 5월 토너먼트와 6월 토너먼트 모두 결승에 진출하고 6월 토너먼트에서는 상대에 대한 카운터 조합을 준비해와서 극적인 역스윕을 통해 우승까지 거머쥐는 등 강팀인데에는 다 이유가 있음을 다시금 입증하고 있다. 특히 6월 토너먼트에서 상하이의 선수들 뿐만 아니라 문병철 감독, 코치진들도 또한 엄청난 고평가를 받았는데, 브레이크 타임 때 도대체 피드백과 지시를 코감진이 어떻게 내리면 팀이 결승전 도중에 진화를 하느냐는 등의 반응이 주를 이루고 있다.
오버워치 리그 "사이드 쇼" coach of the year에서도 문병철 감독만 언급 하는 등 강력한 2021 오버워치 리그에서 상하이 드래곤즈를 우승팀 후보로 생각하고 있다.
6월 토너먼트 결승전 이후 상하이의 팀합을 완벽이라고밖에 설명할 수 없는 수준으로 결국 완성시키고, 그동안 계속해서 여러 조합을 사용해오면서 완성된 수많은 전략을 토대로 서부의 강호 애틀란타, 토너먼트에서 각성해 댈러스를 셧아웃시킨 동부의 다크호스였던 청두를 차례로 박살내고 2연속 우승을 차지하며 다시금 상하이를 최강의 자리에 올려놓는데 성공, 명감독이자 강팀임을 절대로 부정할 수 없다는 것을 증명해냈다. 그리고 그랜드 파이널 마저 우승을 차지하며 오버워치 감독으로 이룰 수 있는 최고의 성과를 올렸다.
2021 시즌은 문병철 감독의 팀 구조 구축 능력과 운영 능력이 빛을 발했다. 2020 시즌에 맹활약한 피어리스가 팀을 떠나자 그 빈자리를 채우기 위해 페이트를 영입했는데 처음에는 인맥과 친목으로 영입한 것이 아니냐는 의문이 많이 제기되었다. 하지만 문병철 감독은 단지 실력 뿐만 아니라 페이트의 정신력을 높게 샀기 때문에 그를 영입했다고 밝혔다. 피어리스만큼 훌륭한 활약을 한 선수의 후임으로 들어오면 많은 부담을 느끼기 마련이기 때문에 그것을 이겨낼만한 멘탈을 가진 메인탱을 원했고 페이트가 여기에 제격이라고 판단했다는 것. 그리고 이 판단은 정확했고 페이트는 비록 시즌 초반에는 삐걱대는 모습을 보이긴 했지만 본인의 노력 끝에 자신의 문제점을 고쳐나가서 상하이의 두 번의 토너먼트 우승과 그랜드 파이널 우승의 일등공신이 되었다.
이 뿐만 아니라 상하이가 정규시즌 막판에 맞이했던 위기도 매우 현명하게 대처했다. 상하이는 카운트다운 컵 예선을 앞두고 참가 가능한 세 개의 토너먼트 모두에서 결승 진출했기 때문에 선수들의 피로가 누적되어 번아웃 증후근에 시달리는 위기가 왔다. 문병철 감독은 팀과 상의를 하여 카운트다운 컵은 쉬어가는 기간으로 설정하고 과감하게 선수들에게 휴식을 부여하며 플레이오프 준비에 올인했다. 상하이가 카운트다운 컵 예선에서 필라델피아와 뉴욕에게 연패를 당하며 이 결정은 많은 논란이 되었으나 이때 적절한 타이밍에 휴식을 부여했기 때문에 플레이오프 준비를 수월하게 할 수 있었고 결과적으로 상하이가 플레이오프에서 다방면으로 완벽한 경기력을 보여주며 우승했기 때문에 옳은 결정이 되었다.

## 정보
- 선수들에게 포지션 변경을 많이 권유했고, 성공적이었던 점에서 이름이 높았다. 페이트, 미쉘, 카리브, 어스터, 아나모 등 수많은 선수들을 성공적으로 포지션 변경을 시켰다. 그러나 2019 시즌에 시도한 카리브와 쿠키의 포변은 실패가 되었고, 특히 쿠키를 영입하면서 '영어도 현지인 수준에 외국 메인탱보다 잘합니다'라고 했는데 메인힐로 기용한 것이 웃음거리가 되면서 메인탱을 보고 '???: 좋은 메인힐 자원이야'라고 하는 것이 밈이 되어버렸다.

- Mighty의 길지영 대표와는 운영 당시는 결혼을 준비하던 사이로, 구단 운영에 결혼 자금까지 투자했을 정도다. 이후 LA 발리언트의 감독으로 부임하기 전 결혼했다.

- 시즌2때 커스타의 정치를 포함해서 외국인 vs 한국인 구도싸움, 내부적인 문제로 인하여 경질됐는데 당시 메인힐 영입을 팀에서 해주지 않았고 LA발리언트 지원자체가 부족했던걸로 밝혀졌다.

- 커리어를 보면 상당히 모 아니면 도 감독으로 유명하다. 카리브 페이트 어스터를 성공적으로 포변시켜 리그 최상급 선수로 성장시키는가 하면 반대로 쿠키를 영입해 메인힐 포변 실패의 쓴맛을 봤었다. 시즌1엔 스테이지4 우승을 하는가 하면 시즌2에는 스테이지1 전패를 하는 등 주사위의 1과 6을 오락가락 하는 성향. 상하이 감독으로 부임되고나서 트윗으로 포변은 더 이상 없으며 주사위는 전부 6으로 나올것이란 의미심장으로 문감독 특유의 포변이 더 이상 없어 아쉽다는 반응도 많았다...

- 여러 팀 코치들 크러스티, 아가페, 정필, 창군 등이 말하길 카리스마 넘치고 게임 내적으로나 외적으로나 팀을 조직시키는데 능력이 있는 감독이라며 관계자들에게 평판이 좋은 편이다.
- 전 마이티 프로게임단 길지영 대표이자 아내와 함께 마티(비숑프리제)라는 강아지를 키우고 있다.
- 팀을 이끄는 리더쉽이 뛰어난 감독으로, 보이드 선수는 팀에 중심은 감독님이라고 했다.
- 플레타 선수의 인터뷰에서 문감독님은 선수에게 마음가짐, 멘탈, 자기관리 등 선수로서 가져야할 것을 많이 알려주고, 선수가 주관적인 플레이를 할 수 있도록 케어한다고 한다
- 평소 같은 팀에 있었던 선수들이 문감독을 개인 방송에서 자주 언급하고 친목을 쌓는걸 보면, 선수들이 좋아하는 감독 인거 같다.
- Mighty HOS팀에 있었던 피셔 선수가 문병철 감독은 코치가 어떻게 코칭할지 코치 한다며, 코치를 잘 키운다고 언급했고 문감독과 함께하는 선수들은 잘해질 수 밖에 없다고 했다.